# Пономаренко, Сергей Юрьевич
Серге́й Ю́рьевич Пономаре́нко (род. 12 января 1987, Москва, СССР) — российский футболист, полузащитник. Мастер спорта России.

## Карьера
Воспитанник ДЮСШ «Красный Октябрь»; первый тренер — Силкин Виктор Иванович. В 2007—2009 годах играл во Втором дивизионе за московский клуб «Ника». В 2010 году был отдан в аренду «Химкам». В 2011 году перешёл в «Крылья Советов». 12 марта сыграл свой первый матч в Высшей лиге против «Спартака» Нальчик (0:1). В 2013 году был арендован «Лучом-Энергией». В феврале 2014 года был выкуплен дальневосточным клубом. В 2020 году подписал контракт иркутским «Зенитом».

## Достижения
- Обладатель Кубка ФНЛ: 2014